# Općina Drugovo
Općina Drugovo (makedonski: Општина Другово) je bivša općina Makedonije koja se prostirala na zapadu Makedonije. 
Upravno sjedište ove općine je selo Drugovo, s 1 492 stanovnika što je gotovo 46% svog stanovništva općine.

## Zemljopisne osobine
Općina Drugovo prostire se najvećim dijelom uz gornji tok rijeke Treske, taj kraj zove se Kopačka, njega s juga zatvara Plakenska planina, sa zapada planina Stogovo a sa sjevera planina Bistra. 
Općina Drugovo graniči s općinom Općinom Zajas na sjeveru, s općinom Općinom Kičevo na sjeveroistoku, s Općinom Vraneštica i Općinom Plasnica na istoku, s Općinom Kruševo na jugoistoku, s općinom Općinom Demir Hisar na jugu, s općinom Općinom Debarca na jugozapadu, s općinom Općinom Debar na zapadu, te s općinom Općinom Mavrovo i Rostuša na sjeverozapadu.
Ukupna površina Općine Drugovo  je 383,24 km².

## Stanovništvo
Općina Drugovo  ima   3 249 stanovnika. Po popisu stanovnika iz 2002. nacionalni sastav stanovnika u općini bio je sljedeći; .

## Naselja u Općini Drugovo
Ukupni broj naselja u općini je 15, od njih 15 imaju status sela.

## Pogledajte i ovo
- Sjeverna Makedonija
- Općine Sjeverne Makedonije

## Vanjske poveznice
- Službene stranice Općine Drugovo  Arhivirana inačica izvorne stranice od 6. rujna 2009. (Wayback Machine)
- Općina Drugovo na stranicama Discover Macedonia